# Harry Novillo
Harry Novillo, né le 11 février 1992 à Lyon, est un footballeur français international martiniquais. Il évolue au poste d'attaquant, comme avant-centre ou sur les ailes.

## Carrière
Formé au COM de Saint-Fons puis à l'Olympique lyonnais, Harry Novillo est sélectionné en équipe de France des moins de 19 ans. Il fait ses débuts professionnels le 7 août 2010 lors d'un match de championnat contre l'AS Monaco. En 2011-2012 il est prêté au Le Havre AC, puis au Gazélec Ajaccio en 2013. En 2013-2014, il quitte Lyon pour le RAEC Mons en Belgique, où il joue peu. 
En 2014, il signe au Clermont Foot, en Ligue 2. Titulaire dans son nouveau club, il est appelé en sélection de la Martinique pour la Coupe caribéenne des nations 2014, au cours de laquelle il dispute deux rencontres.
Le 13 janvier 2015, le Clermont Foot annonce sur son site internet, la résiliation du contrat d'Harry Novillo. La décision a été prise d'un commun accord entre le club et le joueur. Moins de deux semaines plus tard, Novillo est mis à l'essai par l'AS Saint-Etienne. Selon le journal Le Progrès, l'essai n'aura duré que 24 heures, le joueur ne s'étant pas présenté à l'entrainement le samedi 24 janvier. 
Le 3 mars 2015, il trouve un point de chute en Australie avec le Melbourne City FC en tant que joker médical à la suite de la blessure de Damien Duff. La saison 2015-2016 est la meilleure de sa carrière avec 9 buts et 4 passes décisives en 21 matchs ce qui lui vaut d'être nommé dans le onze-type de la saison en A-League. Après cette bonne saison, Melbourne City accepte l'offre de 340.000 € pour que Novillo rejoigne Manisaspor en D2 turque. 
Après s'être entraîné avec l’équipe lors la fin de la saison 2018,  Novillo s'engage avec la MLS et l'Impact de Montréal le 5 décembre 2018. Il retrouve Rémi Garde qu'il a côtoyé à Lyon et signe un contrat de deux ans avec une troisième année en option. Durant la saison régulière, Harry Novillo n'a pas le rendement espéré, ne comptant que cinq titularisations, un but marqué et deux passes décisives. Son passage avec la formation montréalaise est marqué par la perte de son passeport, qui l'empêche de se rendre avec l'équipe à un déplacement à Kansas City ainsi que par plusieurs blessures et écarts de conduite,,. Son contrat est résilié en cours de saison le 22 juillet 2019 par accord mutuel entre le joueur et le club.
Après un passage non concluant aux Émirats Arabes Unis, il signe lors de l'été 2021 à Fréjus Saint-Raphaël en 4ème division française.

## Palmarès
- Champion de Malaisie 2018

### Distinctions personnelles
- Membre de l'équipe type de A-League en 2015-16.